# Vittis
Vittis (gammalstavning: Hvittis eller Hwittis; finska: Huittinen)  är en stad i landskapet Satakunta i Finland. Folkmängden i Vittis stad uppgick år 2021 till cirka 9 870 invånare, och den totala arealen utgörs av 539,59 km². Centralorten i staden är Lauttakylä. Vittis stad gränsar till Kumo stad, Loimaa stad, Pungalaitio kommun, Sastamala stad och Säkylä kommun.
Vittis stad ingår i Björneborgs ekonomiska region.
Vittis stads språkliga status är enspråkigt finsk.

## Administrativ historik
Vittis blev självständig kommun år 1865, köping 1972 och omvandlades till stad 1977. Vid ingången av år 1892 bröt sig Kauvatsa ut ur Vittis kommun, och bildade av orten en självständig kommun. År 1919 gjorde Keikyä detsamma. 1 januari 2003 tillfördes ett område med 4 invånare från Kumo. Vampula blev del av Vittis 2009.

## Historia
Vittis omnämns för första gången i dokument år 1366. Stadigvarande bosättning i trakten har dock existerat långt dessförinnan. Det sägs att det bodde folk i Sampu by redan under järnåldern. I Vittis, Kjulo och Kumos gemensamma gränspunkt står en stor sten, som i ett dokument från 1400-talet sägs vara en urgammal gränspåle. Fynd från 400-talet tyder på fast bosättning. Som Vittis äldsta by räknas Karhiniemi. Vittis första kyrka byggdes i Karhiniemi by på 1200-talet.

## Vittis församling
Vittis kyrksocken har daterats till 1200-talet. Dock nämns den i handlingar först år 1366. År 1639 bröt sig det historiska samhället Pungalaitio ut ur Vittis, och bildade ett eget pastorat. Därefter har bland annat några kapell avskilts från församlingen.
Byar som har tillhört Vittis församling i äldre tider: Hannula, Hirvelä, Huittistenkylä, Hurula, Kaharila, Kannila, Karhiniemi, Korkiakoski, Lauttakylä (Kirkonkylä), Leppäkoski, Loima, Löysälä, Matikkala, Mauriala, Mommola, Naatula, Nanhia, Pöyriälä, Raijala, Raskala, Rieskala, Riesola, Sampu, Sorvola och Suttila.

## Styre och politik

### Mandatfördelning i Vittis stad, valen 1976–2021
| 6 | 5 |  | 12 | 3 |  | 7 |

| 5 | 5 | 2 | 13 | 2 |  | 7 |

| 6 | 5 | 2 | 12 |  | 9 |

| 4 | 5 |  |  | 14 |  | 9 |

| 5 | 5 | 2 | 12 |  |  | 9 |

| 6 | 4 |  | 13 |  | 10 |

| 6 | 5 |  | 14 |  | 8 |

| 6 | 5 |  | 13 |  | 9 |

| 26 | 9 |

| 7 | 6 | 4 | 14 |  | 11 |

| 32 | 11 |

| 5 | 4 |  | 6 | 10 |  | 8 |

| 26 | 9 |

| 3 | 4 |  | 4 | 9 | 6 |

| 18 | 9 |

| 3 | 5 | 2 | 7 | 9 |  | 8 |

| 23 | 12 |

### Vänorter
Vittis har fem vänorter:
- Frederiksværk, Danmark
- Hoyerswerda, Tyskland, sedan 1998[13]
- Keila, Estland
- Odda kommun, Norge
- Stenungsunds kommun, Sverige

## Näringar
Det verksamhetsområde som sysselsätter mest folk är livsmedelsförädling. Vittis lantbruk är långt specialiserat. I staden verkar också betydande företag inom maskin- byggnads- och väskbranschen, samt en mängd andra småföretag.

## Demografi

### Befolkningsutveckling
| Befolkningsutvecklingen i Vittis stad 1975–2020                                                              | Befolkningsutvecklingen i Vittis stad 1975–2020 | Befolkningsutvecklingen i Vittis stad 1975–2020 | Befolkningsutvecklingen i Vittis stad 1975–2020 | Befolkningsutvecklingen i Vittis stad 1975–2020 |
| --- | ----------------------------------------------- | ----------------------------------------------- | ----------------------------------------------- | ----------------------------------------------- |
| |                                                 |                                                 |                                                 |                                                 |
| År |                                                 |                                                 | Folkmängd                                       |                                                 |
| 1975 | 1975                                            |                                                 | 11 717                                          |                                                 |
| 1980 | 1980                                            |                                                 | 11 650                                          |                                                 |
| 1985 | 1985                                            |                                                 | 11 502                                          |                                                 |
| 1990 | 1990                                            |                                                 | 11 429                                          |                                                 |
| 1995 | 1995                                            |                                                 | 11 270                                          |                                                 |
| 2000 | 2000                                            |                                                 | 10 983                                          |                                                 |
| 2005 | 2005                                            |                                                 | 10 768                                          |                                                 |
| 2010 | 2010                                            |                                                 | 10 663                                          |                                                 |
| 2015 | 2015                                            |                                                 | 10 473                                          |                                                 |
| 2020 | 2020                                            |                                                 | 9 937                                           |                                                 |
| Anm: Uppgifterna avser förhållandena den 31 december nämnda år enligt områdesindelningen den 1 januari 2022. |                                                 |                                                 |                                                 |                                                 |

### Språk
Befolkningen efter språk (modersmål) den 31 december 2022. Finska, svenska och samiska räknas som inhemska språk då de har officiell status i landet. Resten av språken räknas som främmande. För språk med färre än 10 talare är siffran dold av Statistikcentralen på grund av sekretesskäl.
| Språk                        | Talare 2022-12-31 | Talare 2022-12-31 |
| Språk                        | Antal             | Andel (%)         |
| ---------------------------- | ----------------- | ----------------- |
| Hela befolkningen            | 9 745             | 100,0             |
| Inhemska språk totalt        | 9 314             | 95,6              |
| Finska                       | 9 297             | 95,4              |
| Svenska                      | 17                | 0,2               |
| Främmande språk totalt       | 431               | 4,4               |
| Ryska                        | 85                | 0,9               |
| Ukrainska                    | 83                | 0,9               |
| Estniska                     | 81                | 0,8               |
| Polska                       | 28                | 0,3               |
| Turkiska                     | 24                | 0,2               |
| Thailändska                  | 23                | 0,2               |
| Arabiska                     | 20                | 0,2               |
| Engelska                     | 13                | 0,1               |
| Somaliska                    | 12                | 0,1               |
| Persiska                     | 11                | 0,1               |
| Språk med färre än 10 talare | 51                | 0,5               |

|  | Finska (95,4 %) |

|  | Svenska (0,2 %) |

|  | Främmande språk (4,4 %) |

|  | Finska (95,4 %) |

|  | Svenska (0,2 %) |

|  | Främmande språk (4,4 %) |

## Sport
Lauttakylän Luja har ett representativt lag i II-divisionen ishockey. Klubben också har aktivitet i fotboll, friidrott, orientering, skidåkning och ringette.
Vampulan Urheilijat har verksamhet i flera sporter, bland annat ett elitlag i volleyboll.

## Kända personer från Vittis
- Olaus Georgii Suomalainen (1580-1613), poet
- Risto Ryti, Finlands president (1940–1944)
- Erkki Kaila, ärkebiskop och politiker

## Bilder

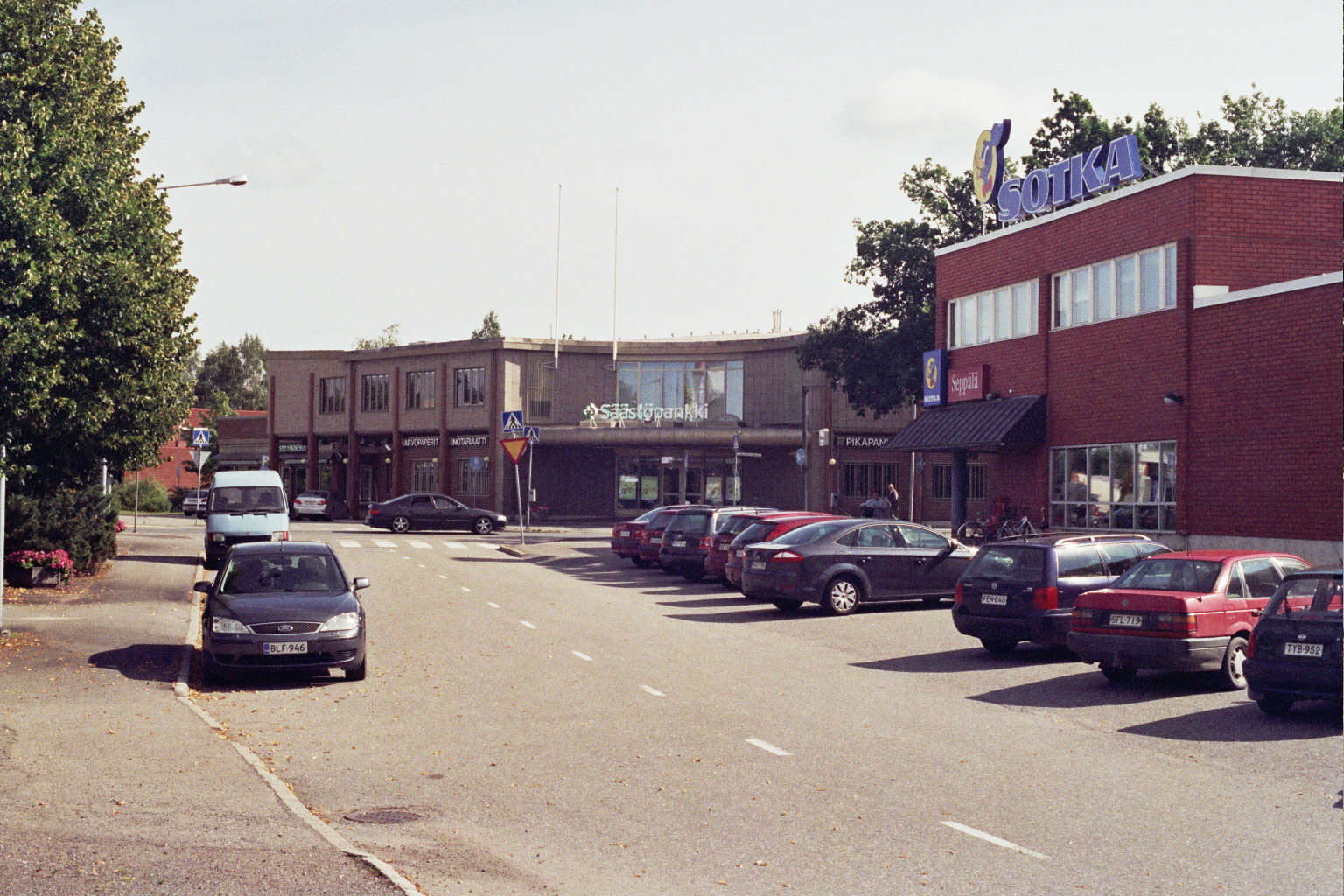
Centrala Vittis
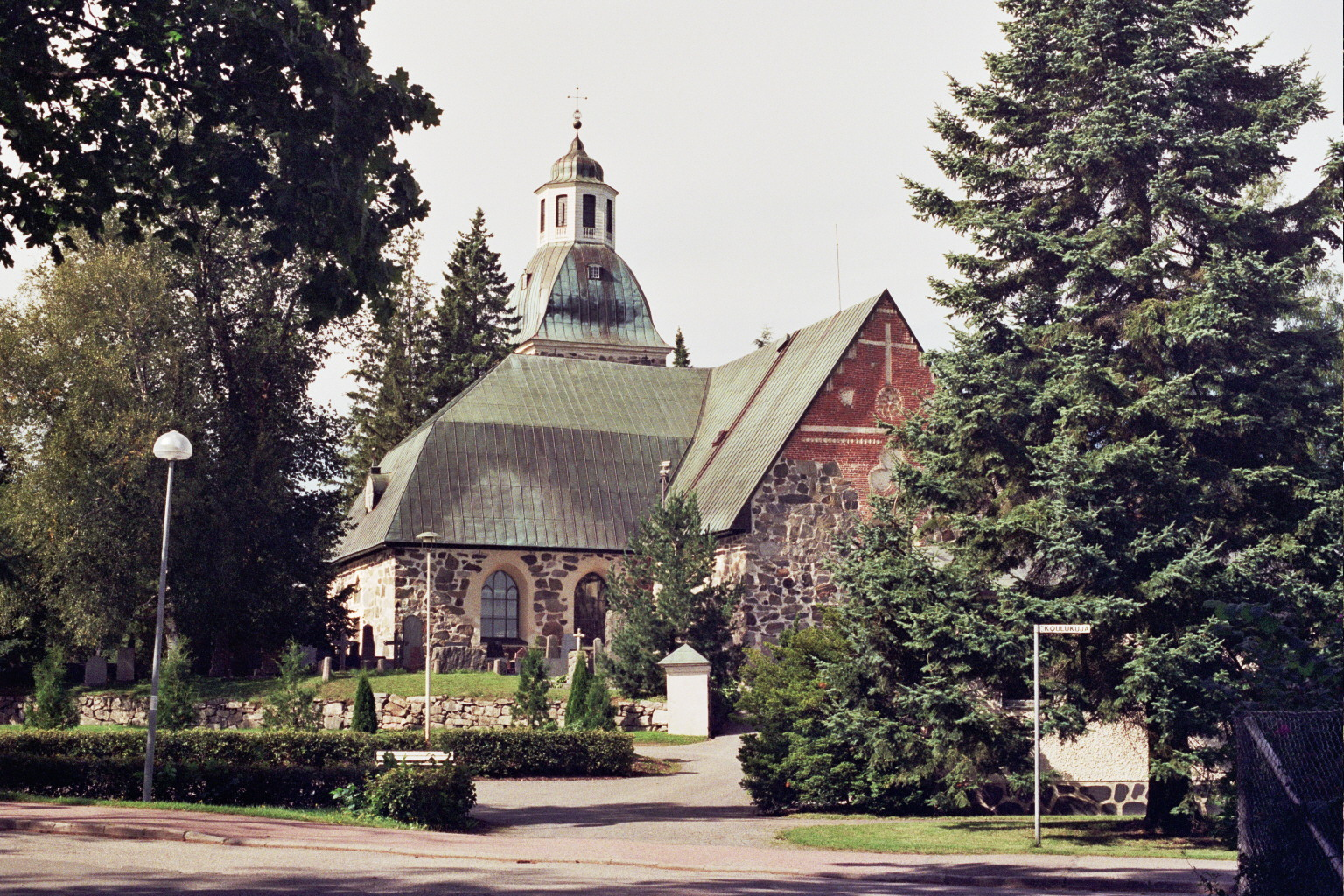
Vittis kyrka
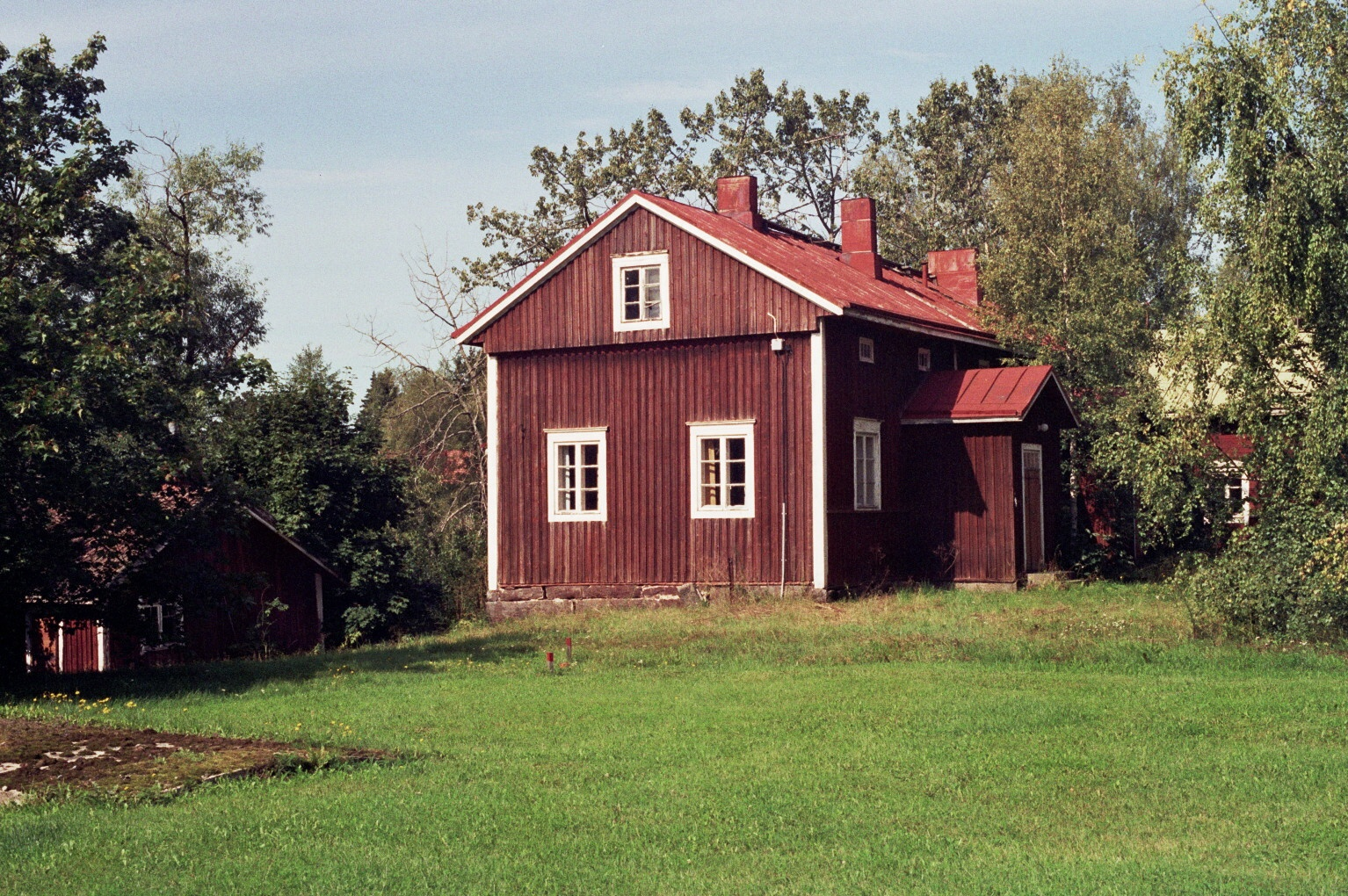
Gamla trähus i Vittis